# Patalene syzygiaria
Patalene syzygiaria là một loài bướm đêm trong họ Geometridae.